# أليخاندرو روسي
أليخاندرو روسي (بالإسبانية: Alejandro Rossi)‏ هو فيلسوف مكسيكي، ولد في 22 سبتمبر 1932 في فلورنسا في إيطاليا، وتوفي في 5 يونيو 2009 في مدينة مكسيكو في المكسيك.